# Aldo Castañeda
Aldo R. Castañeda (ur. 17 lipca 1930 w Nervi, Włochy, zm. 30 kwietnia 2021 w Gwatemala City w Gwatemali) – jeden z pionierów kardiochirurgii dziecięcej.

## Życiorys
Jego matka, Isabel Heuberger, pochodziła z Nikaragui, a ojciec, Ricardo Castañeda Palacios, z Gwatemali. Aldo szkołę podstawową rozpoczął w Monachium w 1936. Po wybuchu II wojny światowej, status obywateli Gwatemali uniemożliwił im opuszczenie Niemiec. Po krótkiej pierwszej wizycie w Gwatemali w 1948 wrócił do Europy i uczęszczał do Institutu auf dem Rosenberg w St. Gallen w Szwajcarii (jedna z najstarszych i wiodących prywatnych szkół dla uczniów w wieku od 6 do 19 lat na świecie), który ukończył w 1950, uzyskując również świadectwo ukończenia szkoły oksfordzkiej (Oxford School Certificate).
W 1951 Aldo wrócił do Gwatemali, gdzie studiował medycynę na Uniwersytecie San Carlos de Guatemala, jedynej wówczas uczelni medycznej w kraju. Od drugiego roku medycyny, aż do ukończenia studiów, był ogłaszany najlepszym studentem medycyny każdego roku. W styczniu 1958, po uzyskaniu dyplomu lekarza, otrzymał Nagrodę Justo Rufino Barrios (Justo Rufino Barrios Award) jako najwybitniejszy student Uniwersytetu.
W latach 1956–1957, będąc jeszcze studentem medycyny, Castañeda podjął serię badań eksperymentalnych pod kierunkiem Eduardo Lizarralde, profesora chirurgii i kierownika laboratoriów chirurgii eksperymentalnej na Wydziale Lekarskim Uniwersytetu Świętego Karola. Eksperymenty polegały na podłączeniu psów do krążenia pozaustrojowego. Kilka psów przeżyło zabieg.
W 1963 ukończył studia magisterskie z biochemii, a w 1964 uzyskał stopień doktora filozofii, fizjologii i chirurgii doświadczalnej. W tym samym roku ukończył stypendium chirurgiczne, a po zdaniu egzaminów American Board of Surgery i American Board of Thoracic Surgery został mianowany instruktorem na Wydziale Chirurgii Uniwersytetu Minnesota. W ciągu następnych kilku lat, dzięki wybitnym zdolnościom chirurga, badacza i nauczyciela, jego kariera akademicka szybko się rozwijała i w 1970 roku został mianowany profesorem chirurgii na Uniwersytecie Minnesota.
W 1972, w wieku 42 lat, został szefem światowego programu operacji wrodzonych serca w Szpitalu Dziecięcym w Bostonie. W 1975 został profesorem chirurgii dziecięcej w Harvard Medical School, a w 1981 został chirurgiem naczelnym w Boston Children’s Hospital. Pozostał na tych stanowiskach aż do przejścia na emeryturę w 1995 po tym, jak spędził 23 lata zmieniając czas i metody wykonywania operacji wrodzonych wad serca na całym świecie i wywierając bezpośredni wpływ oraz inspirując niezliczonych chirurgów. Jego umiejętności interpersonalne pomogły w stworzeniu programowego podejścia do wrodzonych wad serca, które stało się wzorem współpracy dla kardiochirurgów dziecięcych, kardiologów i pielęgniarek na całym świecie.
Największe osiągnięcia:
- chirurgia korekcyjna noworodków i wczesne leczenie operacyjne złożonych wrodzonych wad serca
- program podejścia do opieki nad pacjentami z wrodzonymi wadami serca we współpracy i wzajemnym szacunku między chirurgami, kardiologami, pielęgniarkami i pokrewnymi specjalistami
- funkcjonalny i niezależny program chirurgii wrodzonych wad serca w Gwatemali - Gwatemalski Oddział Sercowo-Naczyniowy (Unicar)
- stworzenie Fundacji Aldo Castañeda (1998)

Jako nauczyciel i mentor przeszkolił bezpośrednio ponad 100 kardiochirurgów dziecięcych, z których 44 zostało kierownikami programów kardiochirurgii dziecięcej na całym świecie. Jednym z nich był William Norwood. Był jednym z liderów uznawanym przez kilka pokoleń lekarzy, na których rozwój niezaprzeczalnie miał duży wpływ. W 2006 został powołany do Galerii Sław Kardiologii Dziecięcej (Pediatric Cardiology Hall of Fame).